# Apollodóros z Artemity
Apollodóros z Artemity (řecky Ἀπολλόδωρος Ἀρτεμιτηνός, snad cca 130 př. n. l. – 87 př. n. l.) byl starověký řecký historik. Byl autorem ztraceného díla o parthské historii.

## Život a dílo
Pocházel z řecko-parthského města Artemita, nacházejícího se na východě dnešního Iráku. Podle Williama W. Tarna žil v letech 130 až 87 př. n. l., jiní historikové předpokládají že žil v první třetině 1. století př. n. l. či že tvořil v letech 66 až 44 př. n. l. Události z jeho života jsou neznámé, ví se pouze, že byl autorem Parthské historie (Parthica), která se skládala z nejméně čtyřech svazků, a několika jiných děl o geografii.
Apollodórovo dílo je ztraceno, zachovala se jen jedna citace v Athénaiovi a několik zmínek v Strabónově Geografice; pro samotného Strabóna i jiné autory byl Apollodóros zřejmě důležitým zdrojem, podávající informace o historii, geografii i rostlinstvu severních a východních provincií Parthské říše a o Baktrii.